# Revolución (La sombra de Pancho Villa)
Revolución (La sombra de Pancho Villa) ist ein mexikanischer Film aus dem Jahr 1933. Die Regie führte Miguel Contreras Torres, der auch die Hauptrolle in diesem Film spielte. Es handelt sich um ein Filmdrama, das sich mit der mexikanischen Revolution auseinandersetzt. Der Film erzählt die Geschichte des Studenten der Ingenieurwissenschaften, Doroteo, der in Adelita verliebt ist. Jedoch begehrt auch der starke Mann der Region, Medrano, die junge Frau und lässt Doroteo deshalb inhaftieren. Während dieser im Gefängnis sitzt, wird seine Ranch überfallen und niedergebrannt. Bei diesem Angriff wird Doroteos Großmutter getötet und seine Schwester vergewaltigt. Nachdem er freigekommen ist, beteiligt sich Doroteo an der Revolution und schließt sich Pancho Villa an. Nach der Niederlage in der Schlacht von Celaya kehrt er nach Hause zurück, tötet Medrano und heiratet Adelita. Anschließend schließt er sich wieder den Revolutionstruppen an.
Miguel Contreras Torres nahm selbst an der mexikanischen Revolution teil. Er kämpfte in der Armee von Venustiano Carranza. Contreras Torres war nicht nur Regisseur und Hauptdarsteller des Films, er schrieb auch das Drehbuch und produzierte ihn in seiner eigenen Produktionsgesellschaft. In den Vereinigten Staaten wurde der Film 1934 von Columbia Pictures ohne Untertitel vertrieben.